# Міріам Вельте
Міріам Вельте  (нім. Miriam Welte, 9 грудня 1986) — німецька велогонщиця, олімпійська чемпіонка.

## Виступи на Олімпіадах
| Олімпіада   | Дисципліна       | Місце |
| ----------- | ---------------- | ----- |
| Лондон 2012 | командний спринт | 1     |

## Зовнішні посилання
- Досьє на sport.references.com [Архівовано 4 грудня 2016 у Wayback Machine.]